# Henri Xhonneux
Henri Mathieu Ghislain Xhonneux est un réalisateur, scénariste et producteur belge né le 12 juin 1945 à Eupen et mort le 22 mars 1995 à Uccle. On s'en souvient surtout pour ses collaborations avec Roland Topor : la série télévisée pour enfant Téléchat et son film sulfureux Marquis.

## Biographie
Henri est le fils de François Xhonneux (d'Henri-Chapelle) et de Maria Schmitz de La Calamine. Après des études secondaires, section Latin-Grec, il entreprend de 1963 à 1966 des études de cameraman à l'Institut des arts de diffusion (IAD) à Bruxelles. De 1966 à 1969, il travaille en tant que cameraman indépendant pour la société de production d'actualités Belgavox, pour laquelle il réalise notamment de nombreux reportages sur l'Afrique.
En 1970, il lance la société de production Y.C. Aligator Film en collaboration avec Éric Van Beuren. 
La même année, Henri Xhonneux réalise, sous deux pseudonymes (Joseph W. Rental et François-Xavier Morel), deux films de sexploitation belges : Brigade Anti-Sex (87 minutes) et Et ma sœur ne pense qu'à ça (76 minutes). Argument : une jeune femme et sa sœur puritaine, toutes deux frustrées sexuellement, doivent rapidement se faire dépuceler si elles veulent recevoir l'héritage de leur oncle.
Son premier long métrage sous son vrai nom, Souvenir of Gibraltar (1975), est en grande partie autobiographique : il s'inspire de son adolescence à Welkenraedt et environs. On peut y découvrir des acteurs tels Annie Cordy et Eddie Constantine. Ce film fut présenté au festival du film à Moscou. La même année, Henri Xhonneux joue dans Grève et pets de Noël Godin.
Avec le dessinateur et producteur Roland Topor, Xhonneux crée la série télévisée « Téléchat », une émission qui durera de 1983 à 1985. En 1984, elle remporte à Cannes le prix de la meilleure émission francophone pour enfants et adolescents ; à Milan, elle reçoit une mention honorable au congrès de L'enfant à notre époque ; en Espagne, le premier prix au festival de Gijon et finalement, à Bruxelles, l'Antenne de Cristal pour la meilleure émission de l'année. En 1985, la série reçoit la médaille d'argent au vingt-septième festival de la télévision à New York. Elle fut également nommée pour les Emmy Awards à Los Angeles.
En 1989, s'appuyant sur l'histoire du Marquis de Sade, il réalise Marquis, en collaboration avec Roland Topor. Ce film sulfureux fut bien accueilli, notamment à Paris, où il resta à l'affiche toute une année durant. Au Festival du Film de Barcelone, on lui décerne en 1989 le Prix de la meilleure contribution artistique et, au Festival du cinéma à Figuera da Foz, il reçoit le Prix du comité international pour la diffusion de la culture à travers le cinéma.
Henri Xhonneux publie en 1987 son premier livre, À rebrousse-poil, et en 1989 le scénario annoté de Marquis.
Henri Xhonneux meurt en 1995 à Uccle, à l'âge de 49 ans.
Il est inhumé à Welkenraedt.

## Filmographie

### Réalisateur
- 1970 : Brigade Anti-Sex (sous les pseudonymes de François-Xavier Morel et Joseph W. Rental)
- 1970 : Et ma sœur ne pense qu'à ça ou Débauche de majeures (sous le pseudonyme de Joseph W. Rental)
- 1973 : Cyclocross (court métrage)
- 1973 : Le jeu de quilles[4] (court métrage de 12 minutes)
- 1975 : Souvenir of Gibraltar[5]
- 1982-1986 : Téléchat (série TV)
- 1987-1992 : Le penseur (série de petits films humoristiques inter-programme Bétacam S.P.)
- 1989 : Marquis
- 1993 : Topor père et fils (documentaire)

### Acteur
- 1975 : Grève et pets de Noël Godin